# Francis de Laporte de Castelnau

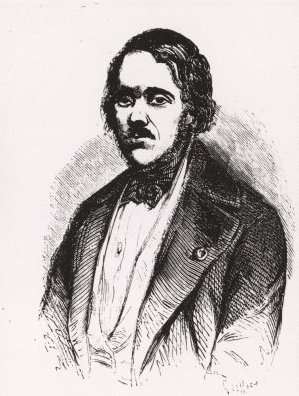
Chân dung Francis de Laporte de Castelnau

François-Louis Nompar de Caumont Laporte, comte de Castelnau (tên khai sinh là François-Louis Nompar de Caumont La Force; ngày 24 tháng 12 năm 1802 – ngày 4 tháng 2 năm 1880) là nhà tự nhiên học người Pháp, còn gọi là François Laporte hoặc Francis de Castelnau.  Tên viết tắt tiêu chuẩn Castelnau của tác giả được sử dụng để chỉ chính ông khi trích dẫn một cái tên thực vật và các tên động vật học khác ngoài côn trùng. Laporte thường được dùng đến khi trích dẫn tên côn trùng, hoặc Laporte de Castelnau.

## Tiểu sử
Chào đời tại Luân Đôn nước Anh, Castelnau từ nhỏ đã có niềm say mê với thiên nhiên nên khi lớn lên ông cố gắng đến Paris để theo đuổi việc học hành và nghiên cứu lịch sử tự nhiên. Từ năm 1837 đến năm 1841, ông thường hay đi du lịch ở nước Mỹ, Texas và Canada. Ông có đến thăm miền Trung bang Florida từ tháng 11 năm 1837 cho đến tháng 3 năm 1838, xuất bản công trình "Essai sur la Floride du Milieu" vào năm 1843. Tại Canada, ông lao đầu vào việc nghiên cứu hệ động vật của các hồ Canada và hệ thống sông ngòi ở Thượng và Hạ Canada (tương ứng với các tỉnh Ontario và Quebec ngày nay) và của Mỹ.
Vua Pháp Louis Philippe biết đến Castelnau trong vai trò là nhà bác học nổi tiếng trong giới nghiên cứu tự nhiên học nên vào năm 1843 đã phái ông tháp tùng cùng với hai nhà thực vật học và một nhà phân loại học trong chuyến thám hiểm vượt qua Nam Mỹ từ Rio de Janeiro tới Lima, theo đường phân thủy giữa hệ thống sông Amazon và sông La Plata, và từ đó đặt chân đến Pará. Ông bỏ ra khoảng thời gian năm năm liền chu du trong chuyến thám hiểm kéo dài đến tận năm 1847. Nhân dịp này, ông cũng tự mình thu thập danh sách từ ngữ của nhiều ngôn ngữ bản địa Nam Mỹ, bao gồm cả thứ tiếng Bororoan và tiếng Guachi.
Năm 1856-1857, ông đến thăm Mũi Hảo Vọng, đi xa về phía đông đến tận Vịnh Algoa, và sau đó bỏ công sức viết nên chuyên luận về loài cá Nam Phi (1861).
Ông từng có thời kỳ đảm nhiệm chức công sứ Pháp tại Bahia năm 1848; ở Xiêm vào khoảng từ năm 1856 đến năm 1858, và ở Melbourne, Úc từ năm 1864 đến năm 1877.

## Trò lừa bịp cá Úc

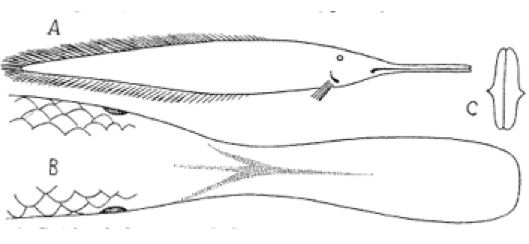
Bức vẽ trò lừa bịp con "cá" Ompax spatuloides của Karl Theodor Staiger, được gửi đến cho Castelnau vào năm 1879, mà ông vẫn tiếp tục mô tả một cách khoa học về "loài" này

Dù không phải do lỗi của mình, cái tên Castelnau vẫn gắn liền với một trò lừa bịp Úc. "Ompax spatuloides, một loài cá nghi có xương sống được phát hiện vào năm 1872 và do chính Castelnau đặt tên, ban đầu là một trò đùa cợt nhắm vào Karl Staiger, giám đốc Viện Bảo tàng Brisbane. Staiger đã chuyển tiếp bản phác thảo và mô tả về con cá nhân tạo này cho Castelnau, được ông thuật lại một cách chính đáng.

## Di sản
Castelnau được tưởng niệm, trong số những người khác, với tên khoa học của: 
- một loài tắc kè Úc, Oedura castelnaui,[10]
- một loài bọ cánh cứng, Megacephala castelnaui,
- một loài bọ hung, Hybosorus laportei,
- một loài rệp cây Cinara laportei,
- cá đuối có đốm sau lưng, Atlantoraja castelnaui
- chi thực vật Laportea.

## Tác phẩm
- Histoire naturelle, 1837.
- Expédition dans les parties centrales de l'Amérique: histoire naturelle des insectes coléoptères, 1840.
- viết chung với Hippolyte Louis Gory Histoire naturelle et iconographie des insectes coléoptères, publiée par monographies séparées, quatre monographies dont la première semble être la seule signée par Laporte (quatre tomes et sept volumes, P. Duménil, Paris, 1837–1841).
- Vues et souvenirs de l'Amérique du Nord, 1842.
- "Essai sur la Floride du Milieu", Nouvelles Annales des Voyages et des Sciences Géographiques, IV, 1843.
- Mémoires sur les poissons de l'Afrique australe, 1843.